# Mirosława Dworzańska
Mirosława Cecylia Wincentyna Dworzańska (ur. 22 listopada 1903 w Warszawie, zm. 27 maja 1983) – polska architekt i urbanistka.

## Życiorys
Studia ukończyła na Wydziale Architektury Politechniki Warszawskiej (1929). W 1935 otrzymała IV nagrodę (w zespole ze Michałem Ochnio i Zdzisławem Dworzańskim) na projekt osiedla Paluch w Warszawie. Od 1946 pracowała w Poznaniu, w różnego rodzaju jednostkach, zajmujących się planowaniem przestrzennym miasta. Od 1948 w Wydziale Budownictwa Zarządu Miasta, a potem w Miastoprojekcie (do 1958), w Miejskiej Pracowni Urbanistycznej (do 1975) i w Biurze Planowania Przestrzennego. Była współautorką kolejnych planów zagospodarowania przestrzennego Poznania – z lat 1946, 1953, 1962 i 1975, jak również współautorką osiedli na Dębcu (Klin Dębiecki) i na Grunwaldzie. W 1962 otrzymała, wraz z zespołem, II nagrodę Komitetu Budownictwa, Urbanistyki i Architektury za sporządzenie pierwszego po II wojnie światowej kompleksowego planu zagospodarowania przestrzennego Poznania. Odznaczona w 1969 Złotym Krzyżem Zasługi. Pochowana na cmentarzu św. Jana Vianneya w Poznaniu.